# Triadelphia stilboidea
Triadelphia stilboidea är en svampart som beskrevs av Mercado & R.F. Castañeda 1983. Triadelphia stilboidea ingår i släktet Triadelphia, divisionen sporsäcksvampar,  och riket svampar.   Inga underarter finns listade.